# Theodor Bartus

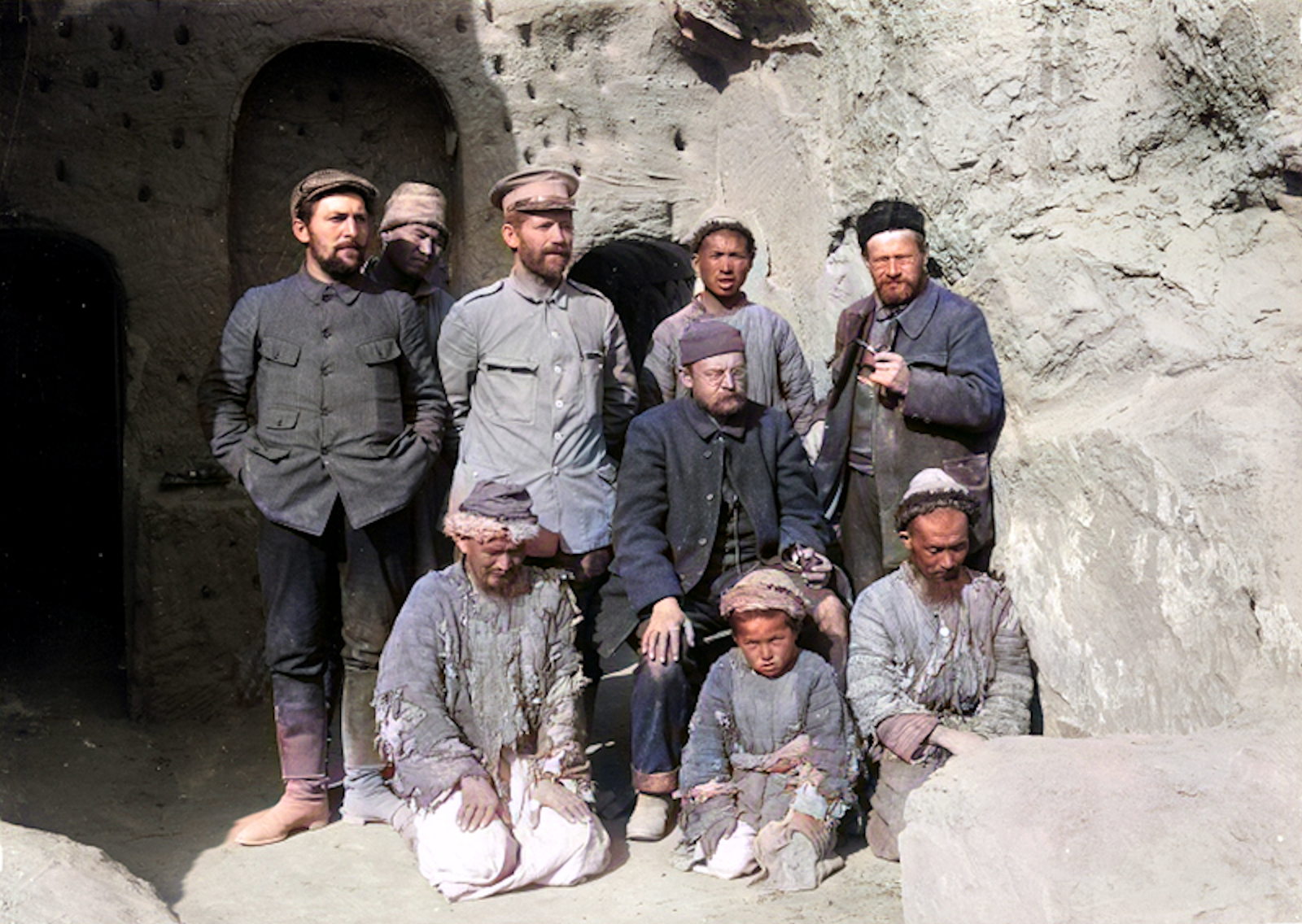
Bartus (3.v.l. stehend) während der Expedition zu den Kizil-Höhlen (1906).

Theodor Bartus (* 30. Januar 1858 in Lassan; † 28. Januar 1941 in Berlin) war ein deutscher Seemann, Museumstechniker und Konservator. Er hat als einziger Teilnehmer alle vier Turfanexpeditionen des Berliner Museums für Völkerkunde begleitet.

## Leben

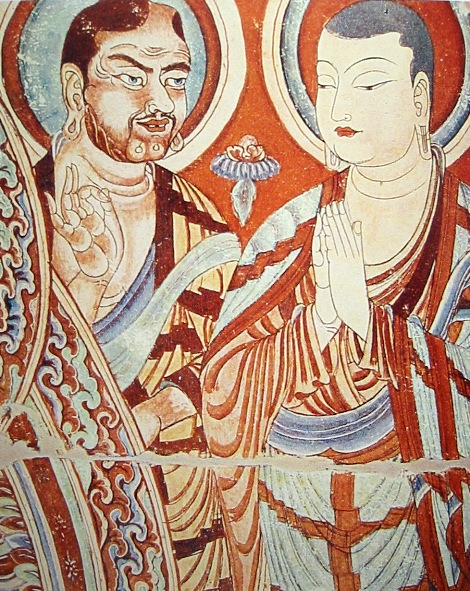
Zwei buddhistische Mönche auf einem bei den Turfanexpeditionen entdeckten Fresko des 9. Jahrhunderts

Theodor Bartus, Sohn eines Webermeisters, begann seine seemännische Laufbahn auf dem Segelschiff seines Onkels. In Australien machte er sein Steuermannsexamen und wurde Kapitän. Er hatte langjährige Erfahrungen in der Segelschifffahrt und den dazu erforderlichen Handfertigkeiten erworben und lebte zeitweise als Squatter in Australien.
Während eines Besuchs in Deutschland ging seine australische Bank bankrott, so dass er plötzlich mittellos wurde. Er musste sich eine Anstellung suchen und arbeitete ab 1888 als Museumstechniker am Völkerkundemuseum in Berlin, wo er unter anderem Schiffe auftakeln sollte.
Zwischen 1902 und 1914 war er technischer Begleiter auf allen vier Turfanexpeditionen unter Leitung von Albert Grünwedel und Albert von Le Coq. Bartus entwickelte dort eine Methode, Wandmalereien und Inschriften weitgehend unbeschädigt von Höhlen- und Felswänden sowie von Ruinen abzulösen, die dann nach Deutschland transportiert wurden. Einige dieser Objekte sollen in Zukunft unter der Kuppel des wiedererrichteten Berliner Stadtschlosses zu sehen sein.
Expeditionsleiter Albert von Le Coq in seinem Expeditionsbericht Auf Hellas Spuren in Ost-Turkestan: „Die Gegenwart dieses findigen, äußerst kräftigen und beherzten Mannes hat wesentlich zum Erfolg nicht nur der ersten, sondern aller 4 Expeditionen beigetragen. Besonders zu loben ist der Eifer und die aufopfernde Hingabe, mit der Herr Bartus sich seiner anstrengenden, aber ihn, genau wie die beteiligten Gelehrten, fesselnden Arbeit widmete; in allen den vielen Monaten, die wir an den Arbeitsplätzen zubrachten, arbeiteten wir stets vom Sonnenaufgang bis Untergang und ohne jeden Feiertag. Feiertage waren nur jene Tage — und Wochen —, die wir zu Pferd zubringen mußten, um die großen Entfernungen zwischen unseren verschiedenen Arbeitsfeldern zurückzulegen.“
Weitere Expeditionen führten Theodor Bartus nach Mesopotamien und Indien. Bis an sein Lebensende war er am Völkerkundemuseum mit der Aufstellung und Konservierung der mitgebrachten Funde beschäftigt.
Theodor Bartus starb 1941 nur zwei Tage vor seinem 83. Geburtstag in Berlin und wurde auf dem Alten St.-Matthäus-Kirchhof in Schöneberg beigesetzt. Das Grab ist nicht erhalten geblieben.